# Коте, Пол
Пол Томас Коте II (англ. Paul Thomas Côté, II, 28 января 1944, Ванкувер, Британская Колумбия — 19 июля 2013, Ванкувер, Британская Колумбия) — канадский яхтсмен, бронзовый призёр летних Олимпийских игр 1972 года.

## Спортивная карьера
В качестве студента юридического факультета Университета Британской Колумбии с 1969 года выступал в международных соревнованиях на парусных судах класса Солинг. На летних Олимпийских играх 1972 года в Мюнхене вместе с Дэвидом Миллером и Джоном Икелсом завоевал бронзовую медаль. В 1973 года этот экипаж становится победителем чемпионата Северной Америки.
Коте также являлся известным активистом экологического движения. В 1970 года он был одним из участников движения протеста против испытаний ядерного оружия на Аляске. И хотя из-за подготовки к Олимпиаде он не участвовал в морской акции, но был одним из учредителей организации, на базе которой в 1971 года был основан Гринпис. По окончании Университета Британской Колумбии успешно занимался бизнесом, реализуя проекты, в частности, для Genstar и Newland Group.
В 1989 году вместе с партнерами по сборной был введен в Зал спортивной Славы Британской Колумбии.